# کیربورگ
کیربورگ (به آلمانی: Kirburg) یک شهر در آلمان است که در وستروالدکرایس واقع شده‌است. کیربورگ ۶۱۹ نفر جمعیت دارد.